# Ulla Oster
Ulla Oster (* 11. Februar 1956 in Hemer; eigentlich Ulrike Oster) ist eine deutsche Jazzmusikerin (Kontrabass, Komposition)
Nach dem abgeschlossenen Studium an der Musikhochschule Köln (Hauptfach Klavier) arbeitet Oster seit 1980 in diversen Jazz- und Art-Rock-Bands (F, Köln Connection, Orijinal, Norbert Stein Pata Orchester, United Women’s Orchestra, Wollie Kaiser Timeghost, Christina Fuchs Quartett u. v. a.). Oster beschäftigt sich seit 1994 mit elektronischer Klangbearbeitung und hat sich in ihren eigenen Projekte vornehmlich (auch ironisch) mit Popsongs auseinandergesetzt (Beyond Janis, Abaptations, What’s New?). Sie spielte auch mit Sam Rivers, Doug Hammond, Terri Lyne Carrington, Uwe Kropinski, Jaki Liebezeit, Willi Kellers, Thomas Heberer, Reiner Winterschladen, Ekkehard Jost, Roberto di Gioia, Georg Ruby und Peter Weniger. Sie hat internationale Tourneen und Festivalauftritte absolviert (u. a. Moers Festival, Leverkusener Jazztage, Jazz Festival Viersen, Jazz an der Donau Vilshofen, Grenoble Jazz Festival, Antwerpen, Wien, St. Petersburg).
Oster komponiert für unterschiedliche Formate (vom Duo bis zur Big Band) und schreibt Theater- und Filmmusiken (u. a. Die Schamlosen. ZDF, Horst Sczerba). Sie ist Preisträgerin in der Sparte „Komposition für Jazzorchester / Big Band“ im Rahmen der Jazzart-Ausschreibung 2001/2002 sowie in der Ausschreibung 2003/2004.

## Diskographie
- F: „Schwarzwaldmädel“ (1986, mit Monika Haas, Heike Röllig, Heike Beckmann, Marianne Steffen-Wittek)
- Beyond Janis (JazzHausMusik 52 - 1992)
- We can Do it on Stage Anytime (JazzHausMusik 88 - 1997, mit Wollie Kaiser)
- What’s New (2005)